# Leucophora flavipes
Leucophora flavipes är en tvåvingeart som först beskrevs av Stein 1918.  Leucophora flavipes ingår i släktet Leucophora och familjen blomsterflugor.
Artens utbredningsområde är Peru. Inga underarter finns listade i Catalogue of Life.